# Nagao Tamekage
Nagao Tamekage (jap. 長尾 為景; † zwischen 1540 und 1543) war ein japanischer Feudalherr der Sengoku-Zeit (Sengoku-Daimyō).

## Leben
Nach dem Tod seines Vaters Nagao Yoshikage folgte er diesem 1506 oder 1507 als stellvertretender Militärgouverneur (shugodai) der Provinz Echigo nach. 1507 stürzte und tötete er seinen Lehensherren, den Militärgouverneur (shugo) Uesugi Fusayoshi und unterstützte die Einsetzung von dessen entferntem Vetter Uesugi Sadazane. 1509 kam es zur Schlacht mit Fusayoshis Bruder Uesugi Akisada, dem Generalgouverneur von Kantō (Kantō kanrei), die Tamekage zunächst verlor. Im Folgejahr schlug er Akisada vernichtend, wodurch er seine Position als Herr über Echigo festigte. Das regierende Muromachi-Shogunat erkannte ihn formell als einem Shugo-Daimyō gleichgestellt an, obwohl er shugodai blieb. Der Kaiserhof verlieh ihm den zeremoniellen Hofrang als Gouverneur der Provinz Shinano (Shinano no kami).
1530 rebellierte Sadazanes Bruder Jōjō Sadanori erfolglos gegen ihn. 1535 zog er sich aus der Politik zurück und bestimmte seinen ältesten Sohn Nagao Harukage als Nachfolger. Sein zweiter Sohn war Nagao Kagetora, der später unter dem Namen Uesugi Kenshin berühmt wurde.